# Бішофсверда
Бішофсверда (нім. Bischofswerda) або Біскопиці (в.-луж. Biskopicy) — місто в Німеччині, розташоване в землі Саксонія. Входить до складу району Бауцен. Центр об'єднання громад Бішофсверда.
Площа — 46,26 км2. Населення становить 10 788 ос. (станом на 31 грудня 2020).

## Галерея

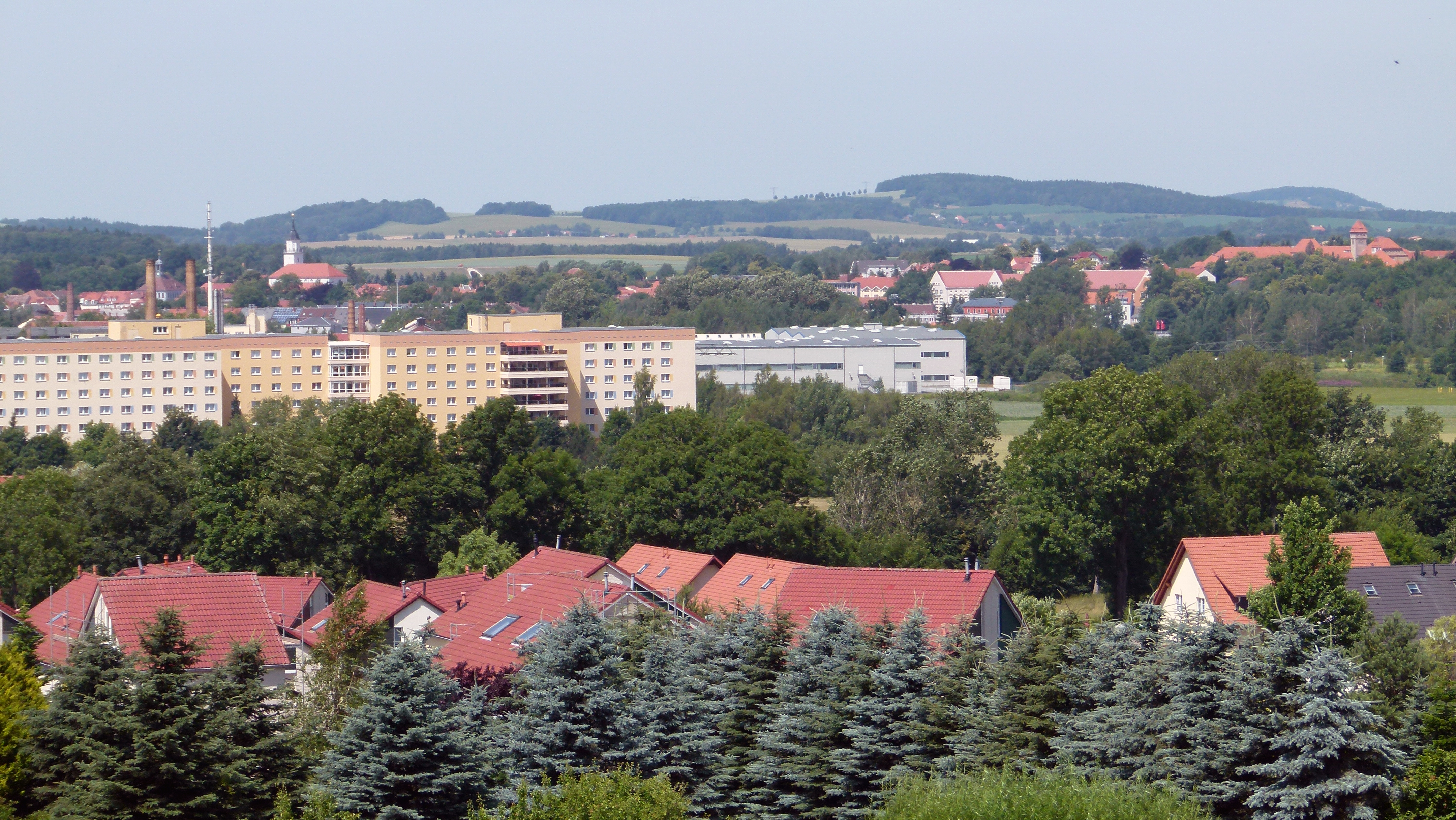
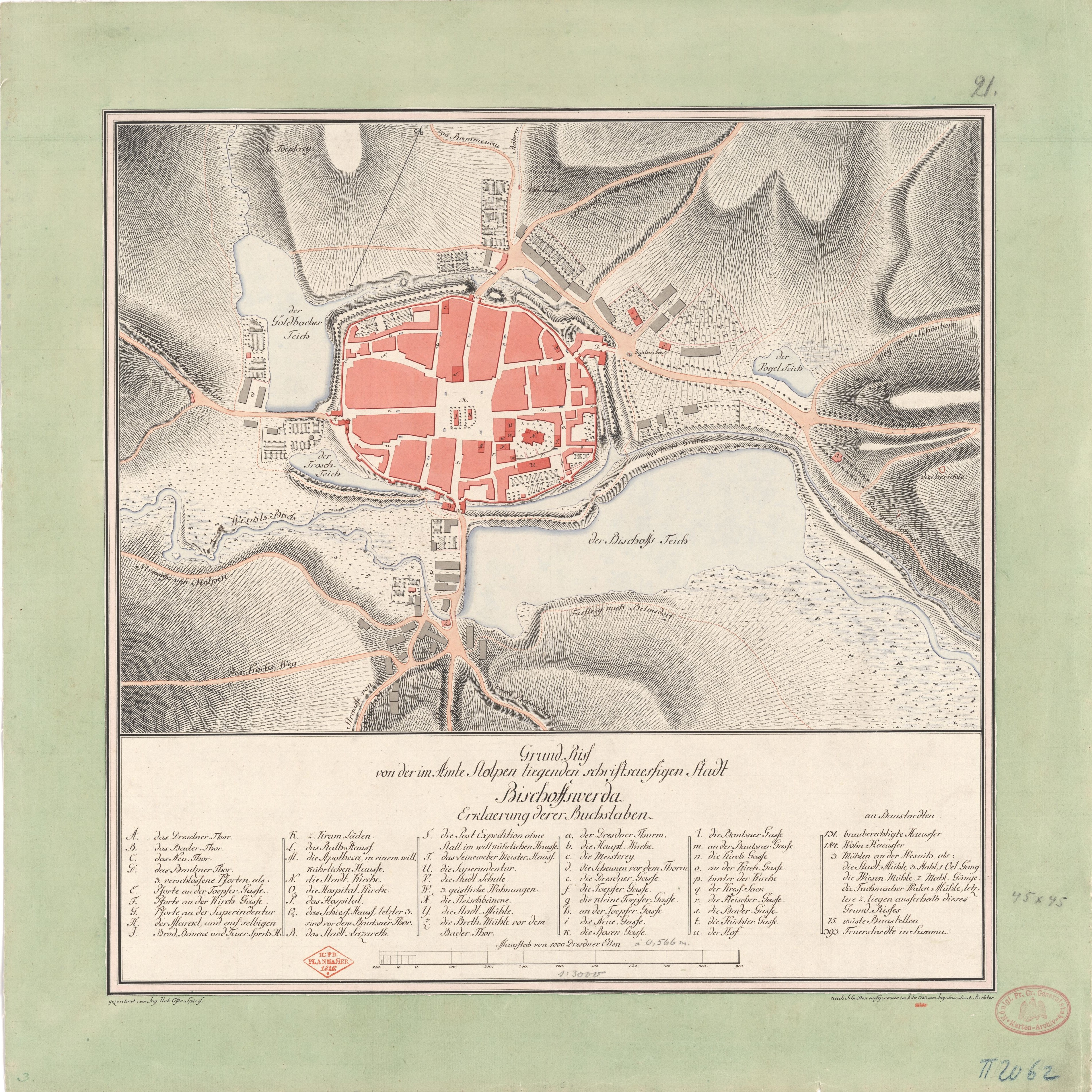
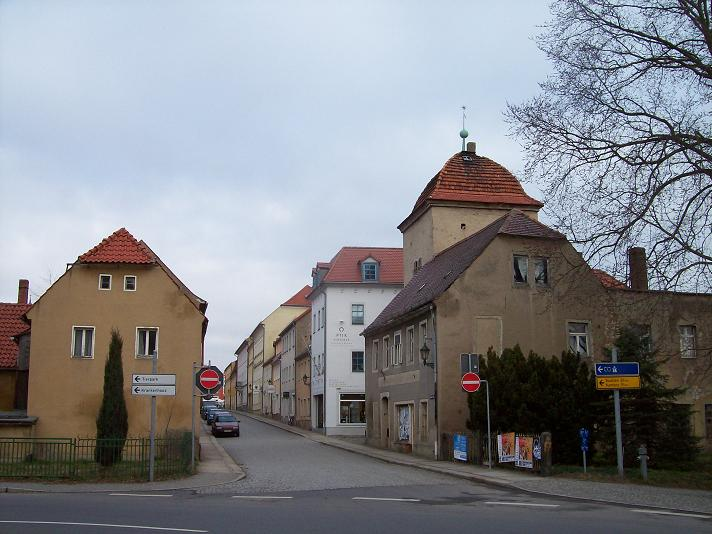
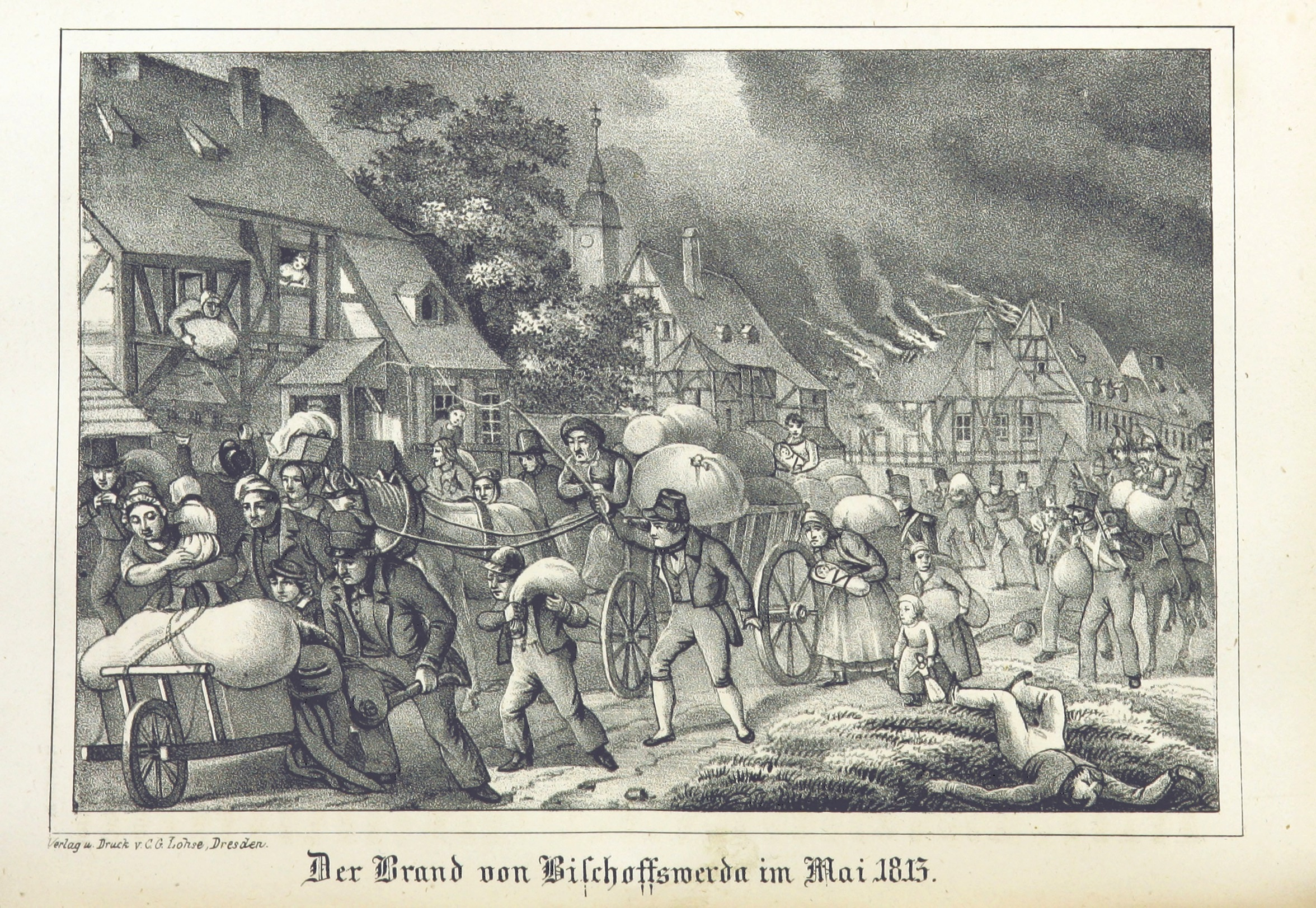
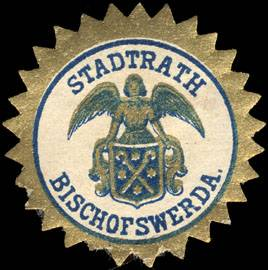
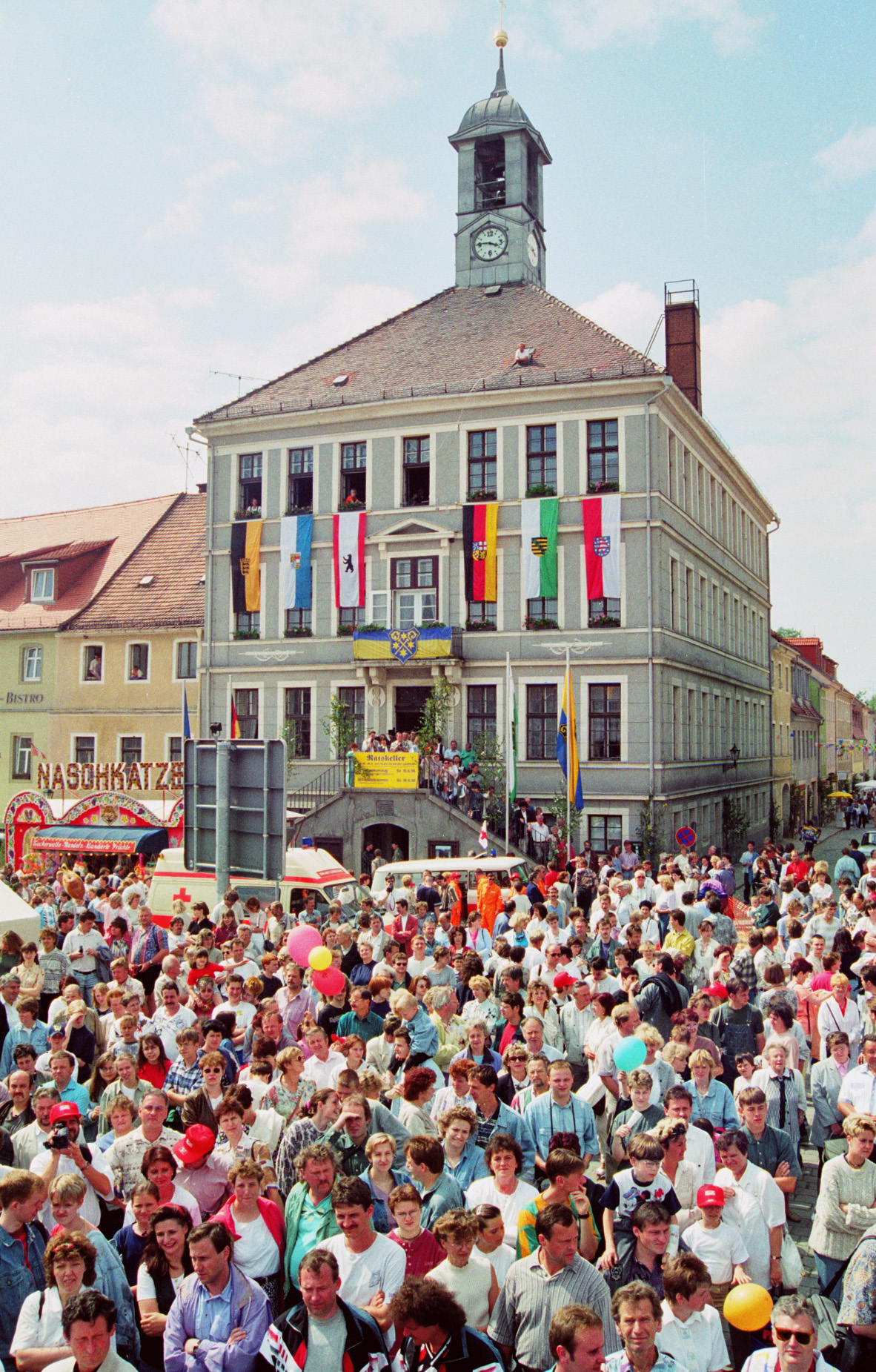